# Плавуча електростанція на зрідженому природному газі
Плавуча електростанція на зрідженому природному газі — плавуча електростанція, що використовує зріджений природний газ як джерело енергії.
Розвиток технологій у галузі зрідженого природного газу та суднобудування викликав ідею спорудження потужної плавучої електростанції на цьому виді палива. У 2013 році до її реалізації приступили чотири компанії, в тому числі відомий суднобудівний гігант Hyundai Heavy Industries та один з лідерів у галузі електроенергетичного обладнання Siemens.
Плавуча теплоелектростанція повинна також містити обладнання для зберігання та регазифікації зрідженого природного газу.
За очікуваннями учасників проекту, він коштуватиме трохи менше 1 млрд доларів США. Своєю чергою, анонсована продажна вартість ТЕС при електроенергетичній потужності 880 МВт складатиме 2 млрд доларів США, що є досить конкурентноздатною пропозицією станом на середину 2010-х років.
Завершення спорудження першої плавучої ТЕС заплановане на грудень 2017 року. Серед потенційних покупців розраховують на країни зі зростаючою економікою та об'єктивними проблемами із розвитком електроенергетичних систем, наприклад, внаслідок острівного характеру держав, як у Філіппін та Індонезії.